# Slovenské Nové Mesto
Slovenské Nové Město (maďarsky Újhely, Kisújhely, německy Slowakisch-Neustadt) je obec na Slovensku v okrese Trebišov, na hranicích s Maďarskem.

## Dějiny
Původně se jednalo jen o severovýchodní předměstí uherského města Sátoraljaújhely ("Nové Město pod Šátorem"). Rozhodnutím Trianonské smlouvy roku 1920 byla tato část přiřčena Československu, a to zejména ze strategických důvodů, neboť tudy vedlo tehdy jediné železniční spojení ze Slovenska na Podkarpatskou Rus. Hranice byla vedena po potoce Roňava.
Během maďarské okupace jižního Slovenska v letech 1938 až 1945 byla obec opět dočasně sloučena se Sátoraljaújhely.

## Symboly obce
Podle heraldického rejstříku má obec tyto symboly přijaty 21. května 2008. Na znaku je motiv symbolizující tokajskou vinařskou oblast, okolní vrchy a zvlněné břevno řeky Roňavy.

### Znak
Ve stříbrném štítě z vysokého modrého, stříbrným zvlněným břevnem přeloženého trojvrší vyrůstající zelená srdcovitá réva, uprostřed s velkým zeleným hroznem.

### Vlajka
Vlajka má podobu devíti podélných pruhů bílého, modrého, zeleného, bílého, modrého, zeleného, bílého, modrého, zeleného. Vlajka má poměr stran 2:3 a ukončena je třemi cípy, tj. dvěma zástřihy, sahajícími do třetiny jejího listu.

## Demografie
Obec měla podle sčítání obyvatel z roku 2001 1072 obyvatel (86,47% slovenské národnosti, 12,3% maďarské národnosti, 0,28% rusínské, 0,28% české a 0,19% ukrajinské) z toho 321 mužů a 279 žen.

## Galerie

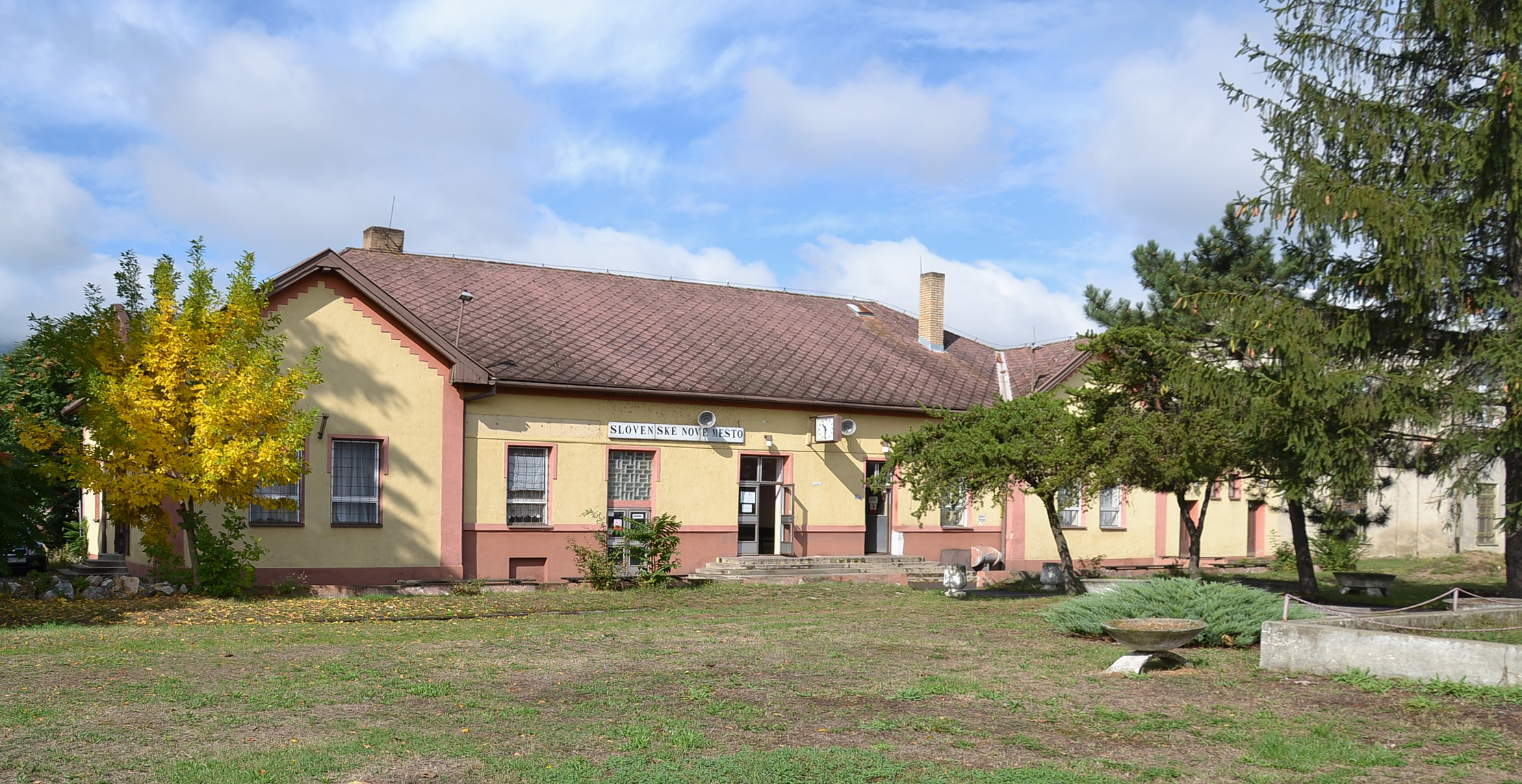
Železniční stanice
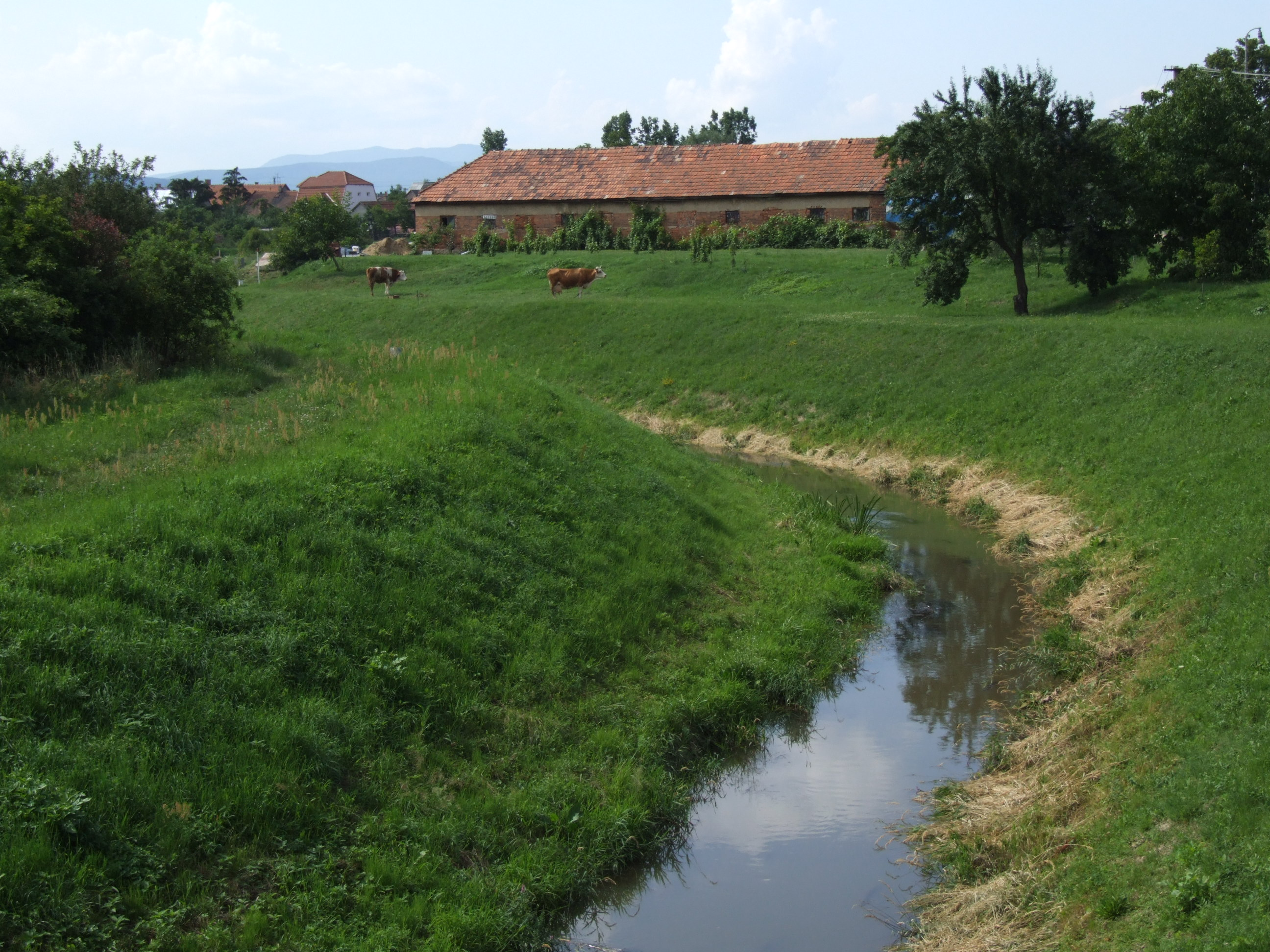
Řeka Roňava tvořící hranici
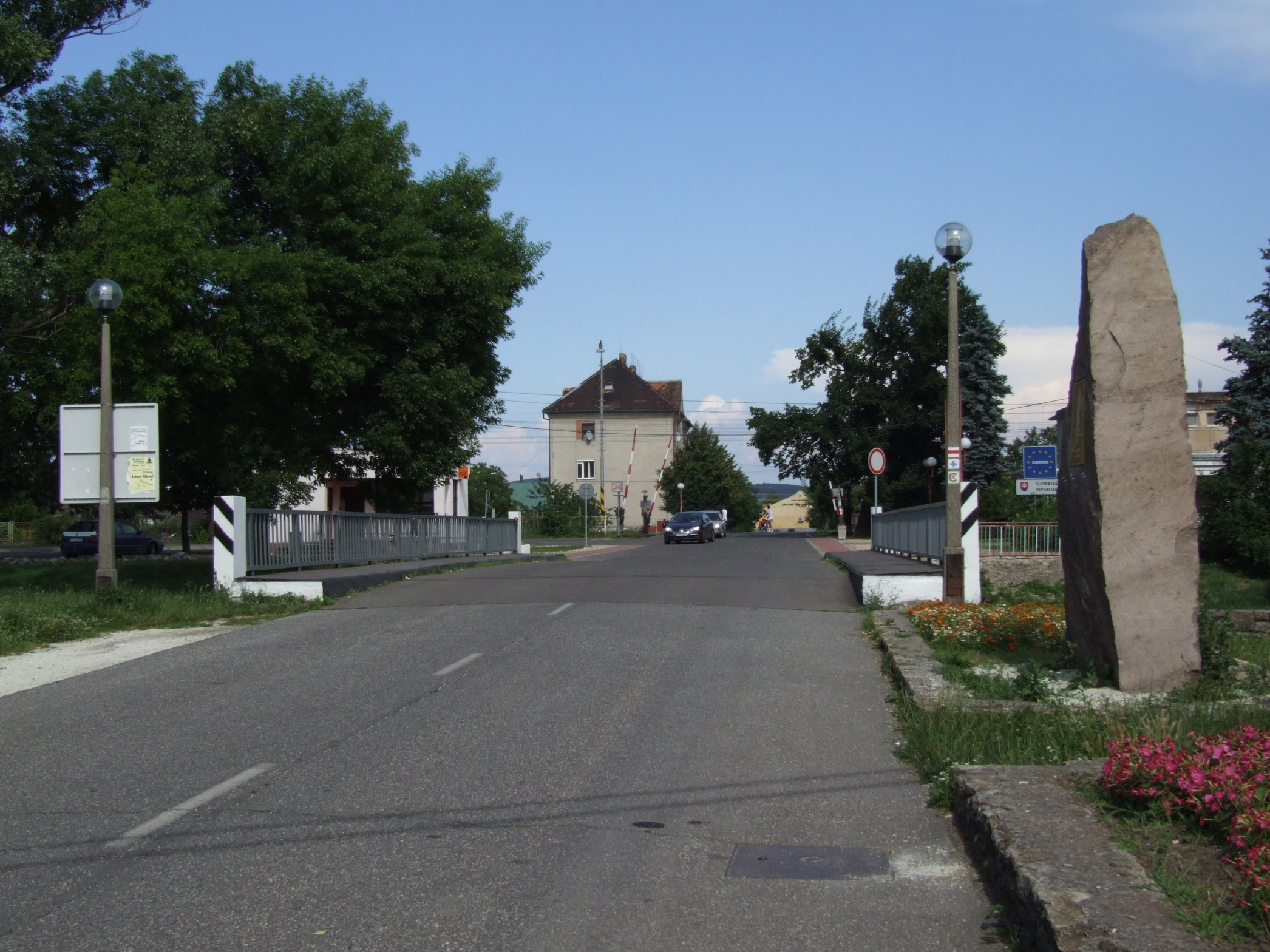
Hraniční přechod v obci
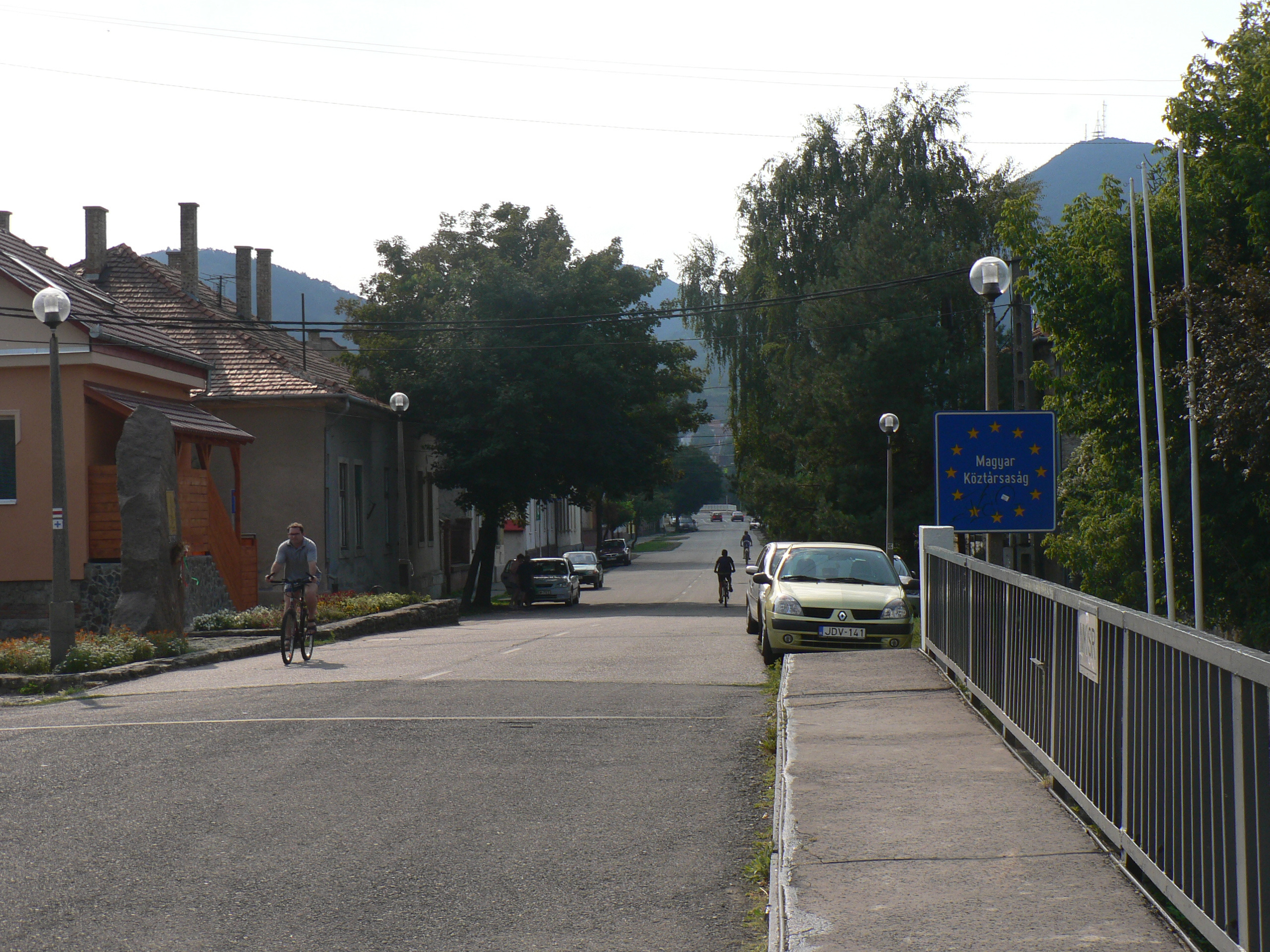
Pohled z obce do sousedního Nového Města pod Šiatrem